# Caragana ambigua
Caragana ambigua là một loài thực vật có hoa trong họ Đậu. Loài này được Stocks miêu tả khoa học đầu tiên.